# Cheryl Noble
Cheryl Noble (* 29. September 1956 in Victoria, British Columbia) ist eine kanadische Curlerin.
Ihr internationales Debüt hatte Noble im Jahr 2000 bei der Weltmeisterschaft in Glasgow, die sie als Weltmeisterin beendete.
Noble gewann 2001 die kanadischen Olympic Curling Trails mit ihrem Team und vertrat Kanada bei den XIX. Olympischen Winterspielen im Curling. Sie gewann am 21. Februar 2002 mit ihrer Mannschaft die olympische Bronzemedaille nach einem 9:5-Sieg gegen die Vereinigten Staaten um Skip Kari Erickson.
2009 spielte Noble bei der Curling-Seniorenweltmeisterschaft in Dunedin in Neuseeland auf der Spielposition des Third, die sie nach einem 10:1 gegen die Schweiz als Weltmeisterin beendete.

## Erfolge
- Weltmeisterin 2000
- Seniorenweltmeisterin 2009
- 3. Platz Olympische Winterspiele 2002